# Louis-Stanislas Cordonnier
Louis-Stanislas Cordonnier, né à Lille le 6 septembre 1884 et mort à Carlux le 25 août 1960, est un architecte français.

## Biographie
Louis, Stanislas, Joseph, Marie Cordonnier est le fils de Louis Marie Cordonnier, architecte originaire d'Haubourdin et figure de proue du courant régionaliste du Nord de la France.
Formé à l’École nationale supérieure des beaux-arts de Paris dans l'atelier de Louis Bernier, il est diplômé en 1912. Après son service militaire, il commence sa carrière à Lille en 1916, et s'associe à son père Louis Marie en 1919. Leur cabinet était sis no 8 bis, rue Marais à Lille.
Il est ensuite l’architecte des communes de Thumeries, Bailleul, Merville, Armentières, Laventie, Comines. En outre, il est architecte des mines de Lens et d’Aniche, et des diocèses de Cambrai, Arras et Lille.
Les guerres mondiales seront pour lui l'occasion de travaux importants : des reconstructions, hôtels de maîtres, résidences, habitations, villas et édifices publics, mais aussi le site de la nécropole nationale de Notre-Dame-de-Lorette.
Il est président du comité départemental des architectes agréés du Nord, membre de la Société régionale des architectes DPLG.
Il est nommé chevalier de l'ordre national de la Légion d’honneur.

## Réalisations
Avec son père, il a réalisé :

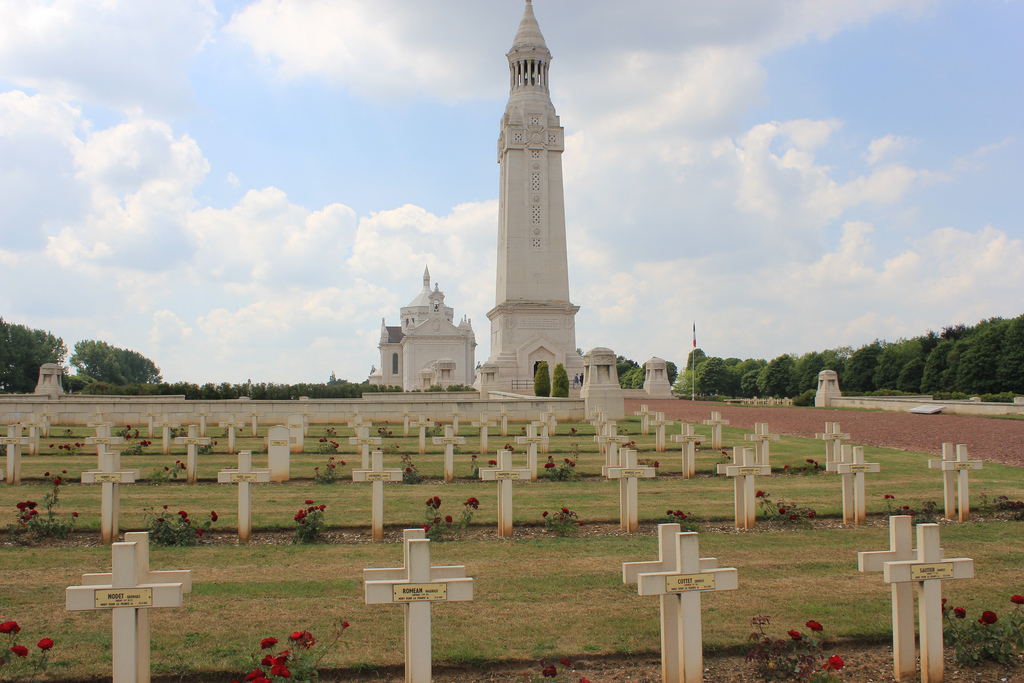
La nécropole Notre-Dame de Lorette.

- de 1923 à 1927, la chapelle-basilique de Notre-Dame-de-Lorette, la lanterne des morts et le plan du cimetière national à Ablain-Saint-Nazaire[2].
- en 1924, l’église Saint-Édouard de la cité no 12 de la Compagnie de mines de Lens[3].
- de 1928 à 1930, les grands bureaux de la compagnie des mines de Lens, aujourd'hui Faculté des sciences Jean-Perrin[4].
- de 1924 à 1930, l’église Notre-Dame-des-Mineurs de Waziers[5].
- de 1933 à 1935, l'église Saint-Charles de Montigny-en-Ostrevent

Il poursuit également, après son père, les travaux de la basilique de Lisieux en réalisant les autels, la crypte et le campanile. De 1948 à 1957, il a restauré l'hôtel de ville de Dunkerque, construit par son père en 1896-1897. Ce bâtiment est inscrit au titre des monuments historiques.
Dans la station balnéaire d'Hardelot-Plage, il reconstruit, avec son fils Constantin Louis-Marie Cordonnier-Delemer, l'église paroissiale Saint-Augustin-de-Cantorbéry (1950-1965), le bureau de poste (1959-1961), le club-house et plusieurs villas (Isabelle Aristide, Les archives, etc …).

## Pour approfondir